# Томис
Томис (на старогръцки: Τόμοι; на латински: Tomi, също Τόμις, Tomis) е древното име на селище в Мизия, локализирано в територията на днешния град Кюстенджа (Constanța) в Румъния, на брега на Черно море, на около 50 километра южно от (древното) вливане на Дунав при Истрия в Добруджа.
Градът е йонийска колония, основана през 633 пр.н.е. от Милет. През архейските времена градът е територия на траките, обсаждан и завладяван е от скитските и келтски племена.
През класическото време има конфликти между Византия и Калатис (Мангалия) за собствеността на града. От около 255 пр.н.е. Томис е независим, от похода на Лукул 72 пр.н.е. е римски. Дакийският цар Буребиста завладява града между 60 и 48 пр.н.е., през 29 пр.н.е. римският генерал Марк Лициний Крас го завладява за римляните. Градът е член на градския съюз на понтийския (тракийския) пентаполис.
Поетът Овидий през 8 г. е заточен тук от император Август и умира тук. Римският император Константин I Велики преименува града в чест на сестра му на Констанциана (Κωνστάντια, Constantiana). Градът става важен метропол.
Агората на гръцкия град се е намирала на днешния площад „Овидий“ (Piața Ovidiu) с паметник на Овидий.